# Архангельское (Забайкальский край)
Арха́нгельское — село в Красночикойском районе Забайкальского края России. Административный центр сельского поселения «Архангельское».

## История
Архангельское было основано в 1737 году и первоначально называлось Кочен. В 60-х годах XVIII века в селе обосновалась община старообрядцев-федосеевцев «Знаменского согласия». Во второй половине XIX века село было переименовано в Архангельское.

## География
Село находится в юго-западной части Забайкальского края, на левом берегу реки Чикой, на расстоянии примерно 9 километров к юго-западу от села Красный Чикой, административного центра района. Абсолютная высота — 756 метров над уровнем моря.
Климат умеренный, резко континентальный. Средняя температура в июле +14 — +16 °С (абсолютный максимум — +36 °С). Средние температуры января −22 — −26 °С (абсолютный минимум — −53 °С). Годовое количество осадков — 350—500 мм.

### Часовой пояс
Архангельское, как и весь Забайкальский край, находится в часовой зоне МСК+6. Смещение применяемого времени относительно UTC составляет +9:00.

## Население
| 1926 | 2002 | 2010 | 2021 |
| ---- | ---- | ---- | ---- |
| 1964 | ↘683 | ↘602 | ↘532 |

Гендерный состав
По данным Всероссийской переписи населения 2010 года в гендерной структуре населения мужчины составляли 44,7 %, женщины — соответственно 55,3 %.
Национальный состав
Согласно результатам переписи 2002 года, в национальной структуре населения русские составляли 100 %.

## Инфраструктура
В селе функционируют основная общеобразовательная школа, детский сад, библиотека, филиал Сбербанка, фельдшерско-акушерский пункт (филиал Красночикойской центральной районной больницы) и отделение связи.

## Улицы
Уличная сеть села состоит из 17 улиц.